# Mathieu Chabert
Pour les articles homonymes, voir Chabert.
Mathieu Chabert, né le 5 décembre 1978 à Béziers (Hérault), est un footballeur français évoluant comme gardien de but reconverti entraîneur.

## Biographie
Mathieu Chabert naît à Béziers. Il est le frère aîné de Baptiste Chabert, gardien de but formé à l'AJ Auxerre et international U19.

### Carrière de joueur
Il et commence le football au Béziers Devèze FC. En mai 1993, il remporte la coupe nationale des minimes avec la sélection du Languedoc-Roussillon, en s'illustrant en finale : opposé à l'Île-de-France d'Anelka, Saha et Zoumana Camara, il arrête les tirs au but d'Yves Deroff et Alioune Touré et offre la victoire aux siens. Il est alors sollicité par plusieurs clubs, refuse son club favori, le Montpellier HSC, et rejoint l'AS Saint-Étienne. Son choix est orienté par sa scolarité : « l'école n'était pas au centre de formation, je devais y aller et c'était important pour moi ». Il joue avec Saint-Étienne au sein de la génération de Jérémie Janot et Zoumana Camara jusqu'en fin d'année 1996.
Il rejoint ensuite pour quelques mois le club italien d’Udinese de janvier à mars 1997, puis Ayr United en Écosse d'avril à juin 1997.
Le gardien poursuit son parcours au FC Rouen en CFA 1997-1998, avant de revenir au Béziers FC en CFA 2 de 1998 à 2001 puis en Division d'honneur 2001-2002.
En 2002, à 24 ans et alors qu'il s'apprête à signer un contrat professionnel au Istres FC, la visite médicale lui décèle une tumeur dans la moelle épinière,. Il est opéré en urgence et a besoin d'une année pour réapprendre à marcher. Cela met fin à sa carrière de joueur.

### Carrière d'entraîneur

#### Béziers Cheminots (2004-2005)
Remis de son opération, Mathieu Chabert devient entraîneur. Il débute au Béziers Cheminots pour le compte de la saison 2004-2005.

#### AS Saint-Chinian (2005-2006)
En 2005, il rejoint le club de l'AS Saint-Chinian, club alors dirigé par son futur président à l'AS Béziers, Gérard Rocquet. Mathieu Chabert y dirige des joueurs comme Jean-Luc Escayol et Franck Histilloles. Il obtient quelques bons résultats mais se fait finalement licencier.

#### Pointe Courte de Sète (2007-2010)
Il enchaîne la poursuite de son apprentissage au club sétois de Pointe Courte durant trois années entre 2007 et 2010.

#### FC Sète (2010-2011)
En 2010, il rejoint pour une saison le FC Sète alors pensionnaire de Division d'Honneur.

#### AS Béziers équipe réserve (2012-2013)
Il fait son retour à l'AS Béziers en 2012, où il prend d'abord en charge l'équipe réserve tout en poursuivant son métier de conseiller à Pôle emploi en parallèle.

#### AS Béziers (2016-2019)
En décembre 2015, l'AS Béziers patine en National et l'entraîneur de l'équipe première, Xavier Collin, dont Chabert est l'adjoint, est écarté. Le président Gérard Rocquet déjà croisé à Saint-Chinian laisse le choix à Mathieu : « Soit tu prends le poste, soit tu dégages avec Xavier ». L'entraîneur prend le poste, alors qu'il est encore à mi-temps à Pôle emploi. Sur ce dernier point, il passe en disponibilité. À l'issue de la saison 2016-2017, sa première complète en tant qu'entraîneur principal, le club termine en huitième position du National. À l'été 2017, son effectif perd quatorze joueurs mais est reconstruit grâce au travail de sa cellule de recrutement. En mai 2018, l'ASB obtient la montée en Ligue 2 pour la première fois de l'histoire du club et depuis trente-et-un ans pour un club de Béziers. En avril 2018, Chabert est sélectionné pour intégrer la session suivante du brevet d'entraîneur professionnel de football (BEPF), plus haut diplôme d'entraîneur en France. Pour la saison 2018-2019, Chabert est le plus jeune entraîneur de Ligue 2 mais il ne parvient pas à maintenir l'équipe. En début d’exercice 2019-2020, retombée en National 1, l'équipe se retrouve vite relégable. En octobre, Mathieu Chabert parvient à la faire sortir de la zone rouge. Le SC Bastia le contacte alors et l'ASB libère son entraîneur.

#### SC Bastia (2019-2021)
En octobre 2019, Mathieu Chabert rejoint le Sporting Club de Bastia, promu en National 2 pour la saison 2019-2020. Il s'engage jusqu'en 2021. Il permet au Sporting de remonter directement en National en 2020. Lors de sa seconde saison, il enchaîne une seconde montée, en Ligue 2. Comptant jusqu'à huit points de retard sur Sedan, son équipe termine avec cinq points d'avance, reprenant donc treize unités sur son concurrent direct en huit matches. Le 22 septembre 2021, après une seule victoire en neuf journées de Ligue 2, le Sporting met fin à sa collaboration avec Chabert après deux années sur le banc corse.

#### La Berrichonne de Châteauroux (2021-2022)
Le 14 octobre 2021, moins d'un mois après son éviction de Bastia et alors qu'il privilégie un challenge en Ligue 2, Mathieu Chabert rejoint le LB Châteauroux récemment relégué en National et visant la montée. Il s'engage pour deux ans plus une saison en option. Le 29 novembre 2022, le club annonce mettre un terme à leur collaboration.

#### USL Dunkerque (2023)
Le 2 mars 2023, il devient entraîneur de l'USL Dunkerque, succédant ainsi à Romain Revelli. Dès sa reprise du club en tant qu'entraîneur, il enchaine sept victoires d'affilée (contre LB Châteauroux, Stade briochin, FCVB, CS Sedan, Red Star FC, Paris 13 Atletico, Union sportive Avranches Mont-Saint-Michel).
Il achève l'exercice 2023 en terminant à la deuxième place du championnat, en ayant remporté dix de ses douze matchs (dont un nul et une défaite), permettant la remontée du club en Ligue 2.
Il est limogé le 24 septembre 2023, après 7 matchs joués lors de cette nouvelle saison.

#### Le Mans FC (2024)
Le 1er mars 2024, il devient entraîneur du Mans FC, succédant ainsi à Reginald Ray limogé à la suite du mauvais résultat et de la défaite contre Orléans les plaçant en zone de relégation.

## Statistiques

### Joueur
| Saison    | Club              | Championnat           | Championnat | Championnat | Coupe(s) nationale(s) | Coupe(s) nationale(s) | Total | Total |
| Saison    | Club              | Division              | M.          | B.          | M.                    | B.                    | M.    | B.    |
| 1996-0000 | AS Saint-Étienne  |                       | -           | -           | -                     | -                     | 0     | 0     |
| 0000-1997 | Udinese Calcio    | Serie A               | -           | -           | -                     | -                     | 0     | 0     |
| 0000-1997 | Ayr United        | Scottish Championship | -           | -           | -                     | -                     | 0     | 0     |
| 1997-1998 | FC Rouen rés.     | DH                    | -           | -           | -                     | -                     | 0     | 0     |
| 1998-1999 | Béziers Devèze FC | CFA 2                 | -           | -           | -                     | -                     | 0     | 0     |
| 1999-2000 | Béziers Devèze FC | CFA 2                 | -           | -           | -                     | -                     | 0     | 0     |
| 2000-2001 | Béziers FC 34     | CFA 2                 | -           | -           | -                     | -                     | 0     | 0     |
| 2001-2002 | Béziers FC 34     | DH                    | -           | -           | -                     | -                     | 0     | 0     |

### Entraîneur
| Saison             | Équipe                | Championnat        | Championnat        | Championnat | Championnat |
| Saison             | Équipe                | Division           | Place              | MJ          | %v          |
| ------------------ | --------------------- | ------------------ | ------------------ | ----------- | ----------- |
| 2004-2005          | Béziers FC 34         | DH                 | adjoint            | adjoint     | adjoint     |
|                    | Saint-Chinian         | DH                 |                    |             |             |
| 2007-2008          | FC Sète -18 ans       |                    |                    |             |             |
| 0000-2008          | Pointe Courte AC Sète | DH                 | 1er                | 26          | 65%         |
| 2008-2009          | Pointe Courte AC Sète | CFA 2 - grp. F     | 15e/16             | 30          | 23%         |
| 2009-2010          | Pointe Courte AC Sète | DH                 |                    | 28          | 21%         |
| 2010-2011          | FC Sète               | DH                 | libéré             | 18          | 50%         |
| 2011-2012          | AS Béziers rés.       |                    |                    |             |             |
| 2012-2013          |                       |                    |                    |             |             |
| 2013-2014          |                       |                    |                    |             |             |
| 2014-2015          |                       |                    |                    |             |             |
| 2015-0000          | AS Béziers            | National           | adjoint            | adjoint     | adjoint     |
| 0000-2016          | AS Béziers            | National           | 10e/18             | 19          | 37%         |
| 2016-2017          | AS Béziers            | National           | 8e/18              | 34          | 41%         |
| 2017-2018          | AS Béziers            | National           | 2e/18              | 32          | 41%         |
| 2018-2019          | AS Béziers            | Ligue 2            | 19e/20             | 38          | 24%         |
| 2019-0000          | AS Béziers            | National           | libéré             | 11          | 18%         |
| 2019-2020          | SC Bastia             | N2 - grp. A        | 1er/16             | 12          | 83%         |
| 2020-2021          | SC Bastia             | National           | 1er/18             | 34          | 56%         |
| 2021-0000          | SC Bastia             | Ligue 2            | écarté             | 9           | 11%         |
| 2021-2022          | LB Châteauroux        | National           |                    | 2           | 50%         |
| Total sur carrière | Total sur carrière    | Total sur carrière | Total sur carrière | 293         | 39%         |

## Palmarès

### Entraîneur
- Vice-champion de France de National en 2018 avec l'AS Béziers.

- Champion de France de National 2 en 2020 avec le SC Bastia.

- Champion de France de National en 2021 avec le SC Bastia.
- Vice-champion de France de National en 2023 avec l'USL Dunkerque